# Erich Hänzi
Erich Hänzi (* 27. April 1965) ist ein ehemaliger Schweizer Fussballspieler. Seine angestammte Position war die Abwehr. 

## Karriere
Nach seiner Jugendzeit beim FC Lengnau wechselte Hänzi 1986 zum Berner Spitzenverein BSC Young Boys. 1987 gewann er mit den Berner Hauptstadtclub den Schweizer Cup im Finale gegen Servette Genf. In den nächsten Jahren gab es keine weiteren Titelgewinne, 1992/93 wurde er mit YB Zweiter der Schweizer Meisterschaft. Bei den Young Boys gehörte er zu den wenigen Spielern, die dem Verein jahrelang treu blieben. 1993 wechselte er dennoch zum FC Lausanne-Sport. 1998 und 1999 gewann er mit Lausanne zwei Mal den Cup. 2000 kehrte er wieder zu den Young Boys zurück und kam regelmässig zum Einsatz. Nach der Saison 2002/03 beendete er seine Karriere und wurde ab 2008 Assistenztrainer des FC Zürich.